# État de siège
État de siège is een Franse dramafilm uit 1972 onder regie van Costa-Gavras. Costa-Gavras liet zich voor deze film inspireren door de ontvoering van en de moord op de Amerikaanse agent Dan Mitrione in Uruguay.

## Verhaal
Een Amerikaan wordt in Uruguay gegijzeld door de Tupamaros. Ze willen de gijzelaar ruilen voor strijders, die door de Uruguayaanse regering gevangen zijn genomen. Op die manier tonen ze ook de Amerikaanse steun aan het dictatoriale regime aan.

## Rolverdeling
| Acteur            | Personage                       |
| ----------------- | ------------------------------- |
| Yves Montand      | Philip Michael Santore          |
| O.E. Hasse        | Carlos Ducas                    |
| Maurice Teynac    | Minister van Binnenlandse Zaken |
| Nemesio Antúnez   | President                       |
| Roberto Navarrete | Commissaris Romero              |
| Renato Salvatori  | Kapitein Lopez                  |
| Harald Wolff      | Minister van Buitenlandse Zaken |
| Jacques Weber     | Hugo                            |
| Jean-Luc Bideau   | Este                            |